# Прогарски виногради
Прогарски виногради су археолошки локалитет који се налази у Прогару, општини Сурчин у Београду.

## О локалитету
Виногради се налазе 1,5 км од центра сурчинског насеља Прогар, на путу према Бољевцима. Стационирани су на узвришеном таласастом терену кроз који је некад текла река Сава, а тренутно се у том кориту налази рибњак Живача. Године 1967. и 1968. због угрожености локалитета извршена су археолошка истраживања и откривени су остаци римских лончарских и цигланих пећи од једне грађевине и средњовековне некрополе.
На овом простору поред историјских и археолошких потврђени су подаци о делатности Classis Flaviae (Дунавске флотиле), у посавском делу Срема, о којима се до тада ништа није знало. На основу истраживања и проналажења бројних уломака опека и имбрекса са жигом римске јединице, дошло се до закључка да су циглана и лончарске радионице припадале Дунавској флотили, односно производиле продукте за њене потребе.

Пронађена средњовековна некропола је доказ да се овде или у непосредној близини данашњег насеља Прогар налазило сеоско насеље. На основу налаза закључено је да је некропола била у дужој употреби, а постајала је у периоду између 14. —16. века.